# 英皇科技資訊
英皇科技資訊有限公司（除牌當時為0283.HK），曾是香港交易所上市，在2000年5月17日從中太集團換取上市。業務當時持有新報、東周刊、東方新地、新Monday資產，以及投資網站，隨著兩年後科網股泡沫爆破，英皇集團決定購回所有資產，同時予給民營企業家潘蘇通，更名為松日通信，到現時高銀地產。

## 連結
- 英皇集團 （页面存档备份，存于）